# Euthycarcinoidea
Classe
Les Euthycarcinoidea sont une classe fossile d'arthropodes, dont les fossiles datent du dernier Cambrien au Trias moyen. Bien que l'on dispose de quelques fossiles très bien conservés, leur classification exacte reste énigmatique : il a été suggéré de les rattacher à l'embranchement des myriapodes (mille-pattes), aux crustacés ou à un groupe frère des Hexapodes. Si les plus anciens représentants connus proviennent de sédiments marins et ont probablement vécu dans la mer, tous les fossiles ultérieurs proviennent de dépôts limniques ou terrestres. Les empreintes fossilisées (traces ou ichnofossiles) de la fin du Cambrien et de l'Ordovicien, qui sont attribuées au groupe, sont en partie considérées comme les plus anciennes preuves non ambiguës de vie sur terre.

## Description

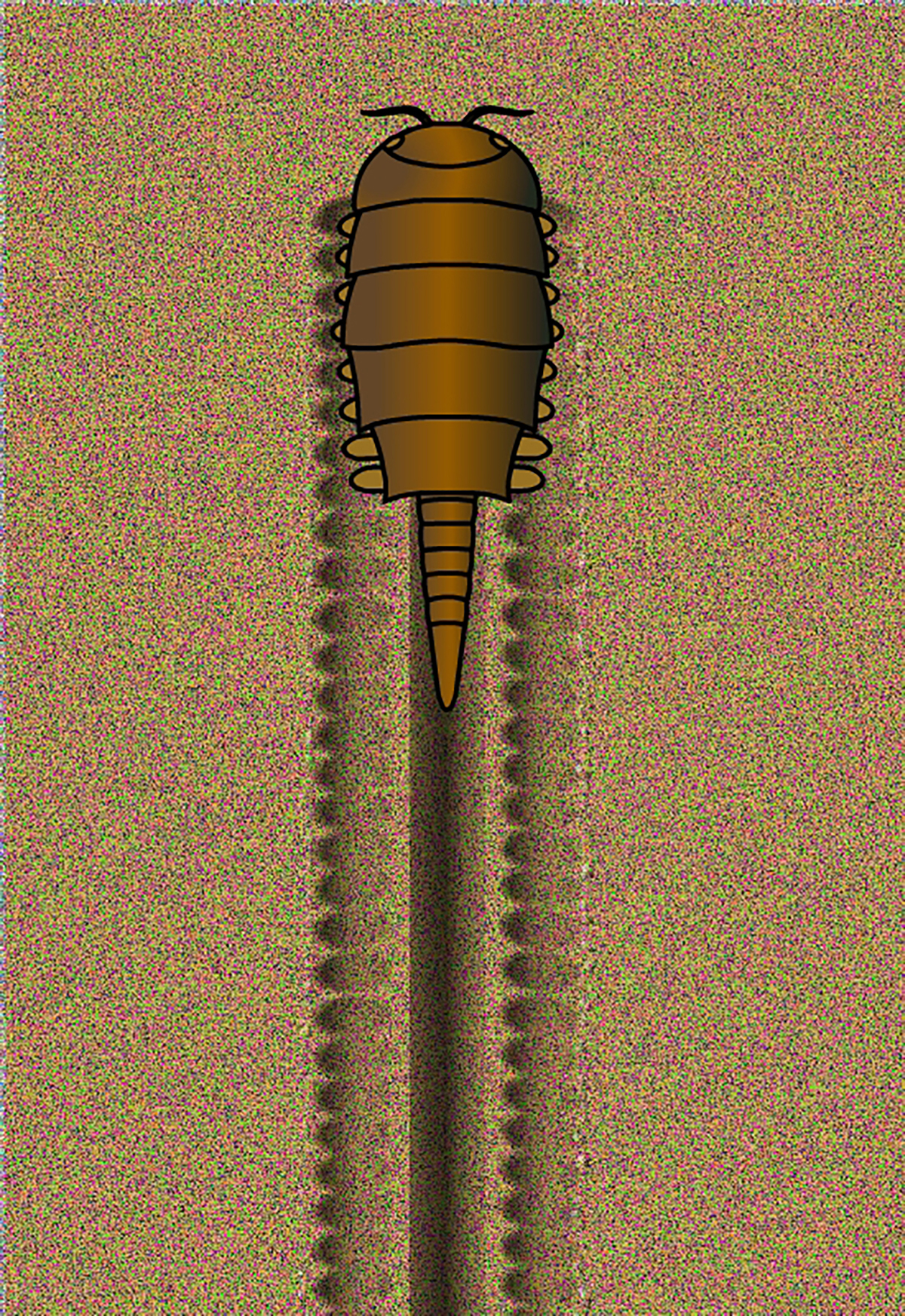
Reconstitution de Mosineia, laissant une trace de son passage.

Il s'agit d'arthropodes de taille moyenne, aplatis. La plus petite espèce décrite est Heterocrania rhyniensis, au corps long d'environ 15 mm. Schramixerxes gerem de Montceau-les-Mines atteint 60 mm de long. L'espèce décrite la plus grande est Mosineia macnaughtoni, qui mesure environ 10 cm.
Le corps des Euthycarcinoidea est divisé en trois sections corporelles contrastées (tagmata) : tête, pré-abdomen (parfois thorax ou tronc), et postabdomen. La tête, en y regardant de plus près, se compose de deux sections. L'antérieur, le procéphale, porte deux antennes longues et simples aux membres et deux appendices sphéroïdaux hémisphériques, que presque tous les chercheurs considèrent comme des yeux (bien que des facettes n'aient jamais été observées). Le postérieur, appelé gnathocéphale, porte les membres de la bouche. Elles consistent généralement en une, rarement deux, paires de structures ressemblant à des plaques, que l'on interprète communément comme étant des mandibules, chez certaines espèces une plaque disposée au milieu de la tête (non appariée), que certains chercheurs pensent être homologue au labrum des insectes. Chez certains fossiles, c'est la seule structure reconnaissable, les mandibules sont alors complètement absentes ; chez d'autres fossiles, les pièces buccales ne sont pas reconnaissables en raison de la préservation. La section médiane, le préabdomen, est couverte de sclérites sur les faces supérieure et inférieure. Les tergites supérieurs sont considérablement plus larges que les sternites inférieurs et recouvrent presque complètement les pattes du dessus. Sur le côté de chaque sternite se trouvait une paire de pattes, qui étaient probablement ancrées au corps par un apodeme. Le nombre de sternites, et donc de pattes, et celui des tergites ne concordent pas à cet égard ; il y a deux paires de pattes par tergite, ou parfois trois dans les segments postérieurs, et fréquemment il y a onze paires de pattes. Les pattes sont uniautées (uniram), elles sont divisées en de nombreux (jusqu'à 14) segments annulaires simples, uniformes entre eux, devenant un peu plus petits sur l'extrémité, et se terminant par une épine. Certaines espèces portent chacune de fines et longues soies (par exemple Kottyxerxes gloriosus) ou un court appendice ressemblant à une épine. Le segment postérieur du corps, le postabdomen, est plus étroit que le préabdomen et se compose généralement de cinq, parfois quatre ou six segments sans pattes ou autres appendices et d'une longue épine terminale de longueur variable souvent appelée telson. Chez les genres Sottyxerxes et Pieckoxerxes (trouvés dans les dépôts carbonifères de Montceau-les Mines, en France, et Mazon Creek aux États-Unis), le préabdomen est allongé, relativement étroit, et porte quatorze tergites et vingt-huit paires de pattes. Ces animaux ressemblaient donc aux mille-pattes récents. Chez d'autres genres, le préabdomen est beaucoup plus large que le postabdomen ; parfois, comme chez les Euthycarcinus et Heterocrania, il est latéralement saillant comme une dent. La plupart du temps cinq tergites sont reconnaissables, pour certains genres (Mosineia) jusqu'à sept. Le nombre de paires de pattes est également variable.

## Biologie
La structure du corps et les circonstances de la découverte indiquent que les Euthycarcinoidea étaient des organismes des fonds aquatiques (benthiques) qui vivaient dans les zones de rivage peu profondes. Les espèces aux pattes finement hérissées peuvent également avoir vécu en surface. D'après les fossiles de flore et de faune qui les accompagnent, les eaux colonisées étaient des habitats d'eau douce ou d'eau saumâtre dans presque tous les cas. Cependant, dans le cas de l'espèce Apankura machu du Cambrien d'Argentine et de l'espèce trouvée au Québec, précisément les plus anciens représentants connus du groupe, on peut sans doute supposer un habitat marin. Le groupe est donc originaire de la mer et semble s'être retiré par la suite dans des habitats limnétiques. Chez Heterocrania rhyniensis provenant du Windyfeld Chert en Écosse (tout près du célèbre gisement de fossiles de Rhynie), on a trouvé un contenu intestinal fossilisé. Il s'agit d'une matière fibreuse d'origine indubitablement végétale. Cependant, en raison des épines présentes sur les pattes, il y a également des spéculations sur un possible régime prédateur. Pour d'autres espèces, un régime alimentaire de type filtreur a été envisagé en raison des poils fins des pattes.

## Traces fossiles

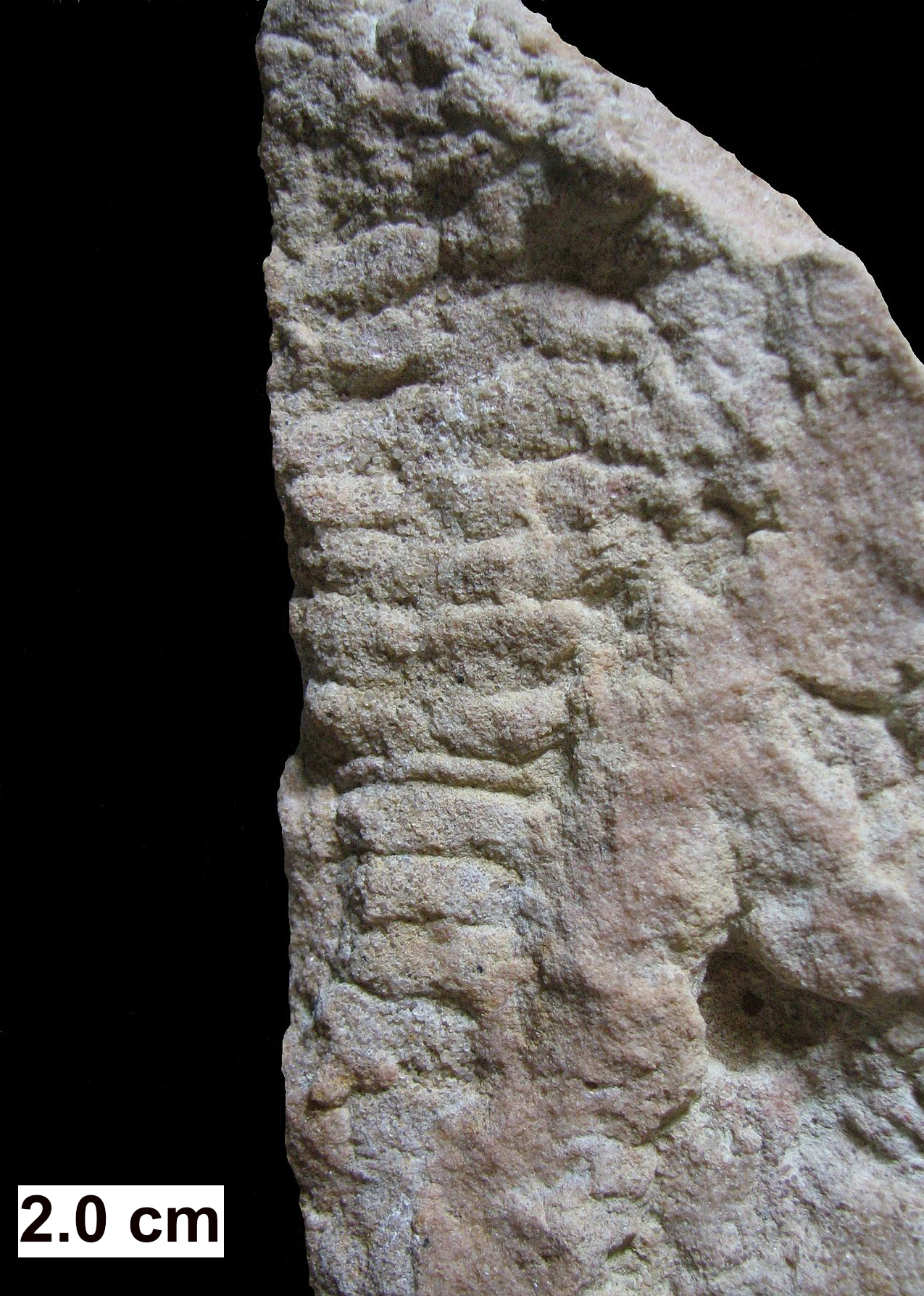
Fossile de Mosineia macnaughtoni.

Dans les sols fossiles préservés des vasières intertidales marines, par exemple au Canada et en Australie, on connaît des traces fossiles constituées d'empreintes latérales de nombreuses paires de pattes et d'une marque centrale de traînée. Ces derniers ont reçu de nombreux noms de parataxes en fonction de leur expression (Cruziana, Didymaulichus, Diplichnites, Protichnites). Dans de nombreux cas, on peut les rattacher avec une grande probabilité aux Euthycarcinoidea,,. Bien qu'il ne soit pas possible de distinguer avec certitude les traces fossiles dans les eaux très peu profondes de celles qui se trouvent sur la terre ferme, l'interprétation la plus courante est que les animaux ont quitté l'eau, soit pour brouter les vasières d'algues, soit pour migrer d'un bassin de marée peu profond à un autre. Il est donc possible que les Euthycarcinoidea aient été les premiers animaux à quitter les eaux des océans pour faire au moins de courtes excursions sur terre. Cependant, au moins chez deux espèces, Synaustrus brookvalensis et Kottyxerxes gerem, des structures simples ressemblant à des trachées ont été décrites, ce qui pourrait indiquer une respiration aérienne.
Dans le grès rouge d'Allemagne, des traces d'arthropodes reposant à la surface des sédiments ont été décrites sous le nom Tripartichnus triassicus. Bien que, par nature, il ne soit pas possible d'identifier sans équivoque le producteur de traces, les preuves circonstancielles indiquent ici aussi un représentant du groupe, peut-être Euthycarcinus kessleri.

## Phylogénie
Lorsque l'entomologiste autrichien Anton Handlirsch a décrit le premier représentant du groupe, Euthycarcinus kessleri, provenant du grès rouge près de Sarrebruck, il a supposé qu'il appartenait à un ordre éteint de crustacés ayant des relations avec les copépodes. Les biologistes français Jean-Claude Gall et Louis Grauvogel ont re-décrit cette espèce, désormais comme un représentant de son propre ordre de crustacés, pour lequel ils ont introduit le nom scientifique Euthycarcinoidea. Des auteurs ultérieurs ont suggéré des relations avec les Merostomata (limules et scorpions de mer), qui appartiennent aux arachnides, tandis que d'autres les considéraient à nouveau comme des crustacés, ou comme un parent primitif et un groupe frère possible des Hexapoda, entre autres.
L'analyse phylogénétique basée sur les caractères morphologiques a révélé une position basale au sein des Mandibulata, avec les crustacés, les mille-pattes et les hexapodes réunis comme un groupe frère. Cependant, leur position réelle reste à ce jour peu claire et dépend essentiellement de l'interprétation de la tête avec ses appendices. Ils doivent donc être considérés comme des Arthropodes incertae sedis, appartenant probablement aux Mandibulata.
L'Interim Register of Marine and Nonmarine Genera (IRMNG) classe néanmoins les Euthycarcinoidea dans le sous-embranchement des Myriapoda.

## Liste des taxons de rang inférieur
Selon l'IRMNG (23 juin 2021) :
- ordre des Euthycarcinida †
  - genre Heterocrania Hirst & Maulik, 1926 †
  - genre Crania Hirst & Maulik, 1926 † synonyme de Heterocrania Hirst & Maulik, 1926 †
  - genre Apankura Vaccari, Edgecombe & Escudero, 2004 †
  - genre Arthrogyrinus Wilson & Almond, 2001 †
- ordre des Euthycarcinoidea incertae sedis
  - famille des Euthycarcinidae Handlirsch, 1914 †
  - famille des Euthycarcinoidea incertae sedis †
    - genre Mosineia Collette & Hagadorn, 2010 †

  - famille des Mictomeridae Collette & Hagadorn, 2010 †
    - genre Mictomerus Collette & Hagadorn, 2010 †

  - famille des Sottyxerxidae Schram & Rolfe, 1982 †